# Groypers
Les Groypers, également connus sous le nom d'armée Groyper ou de mouvement America First, constituent un mouvement d'extrême droite américain apparu en 2019. Issu du forum /pol/ de 4chan, le mouvement se structure autour d'influenceurs, notamment Nick Fuentes.
Les Groypers se distinguent par leur stratégie de ciblage des conservateurs traditionnels plutôt que de la gauche, ainsi que par leur utilisation intensive des réseaux sociaux et de l'ironie pour diffuser des idées nationalistes blanches, antisémites et homophobes.
Le mouvement se fait connaître par ses actions de perturbation d'événements publics et sa participation à l'assaut du Capitole en 2021. S'inspirant du paléo-conservatisme et se revendiquant comme les véritables héritiers du trumpisme, les Groypers prônent une idéologie mêlant nationalisme chrétien, théories conspirationnistes et volonté de restaurer une « supermajorité démographique blanche » aux États-Unis.

## Histoire

### Origines et direction
Apparu à l'automne 2019 aux États-Unis, le mouvement des Groypers (aussi connu sous le nom d'armée Groyper ou de mouvement America First) provient d'une faction de trolls issus du forum /pol/ de 4chan, prenant pour mascotte le personnage Groyper, une grenouille verte décrite par Slate comme « un Pepe the Frog plus raciste »,.

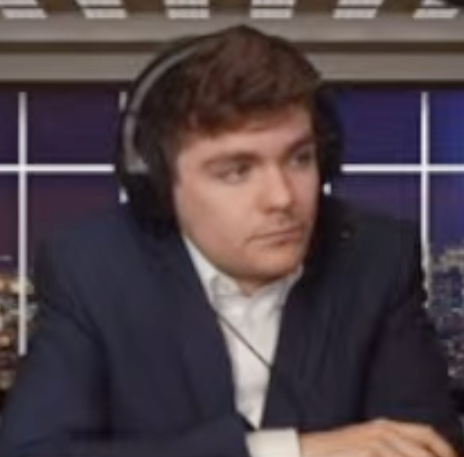
Nick Fuentes en 2022.

Le mouvement se structure autour d'influenceurs servant de « leaders souples » guidant leurs partisans plutôt que selon une hiérarchie traditionnelle. Il est majoritairement associé à Nick Fuentes, animateur de l'émission en ligne America First, souvent considéré comme le leader du mouvement,,. Fuentes se rapproche de cette communauté après l'effondrement de l'alt-right. La commission d'enquête sur l'assaut du Capitole désigne également Patrick Casey (ex-Identity Evropa) comme leader du mouvement.

### «Groyper War»
Utilisant des tactiques de trolling sur les réseaux sociaux, ils se font connaître en 2019 en perturbant plusieurs événements publics, notamment ceux de Turning Point USA (TPUSA), en posant des questions provocatrices sur l'immigration et Israël,,, afin de promouvoir le nationalisme blanc. Fuentes appelle cette campagne la « Groyper War » (« guerre Groyper » ). Leur action la plus médiatisée est l'interruption d'une intervention de Donald Trump, Jr. à l'université de Californie à Los Angeles.

### Contestation du résultat de l'élection présidentielle américaine de 2020
En 2020, les Groypers se font remarquer lors des rassemblements « Stop the Steal », organisés par des partisans de Donald Trump qui contestent les résultats de l'élection présidentielle et lors desquels Nick Fuentes critique l'establishment républicain qu’il accuse d’avoir trahi Donald Trump.

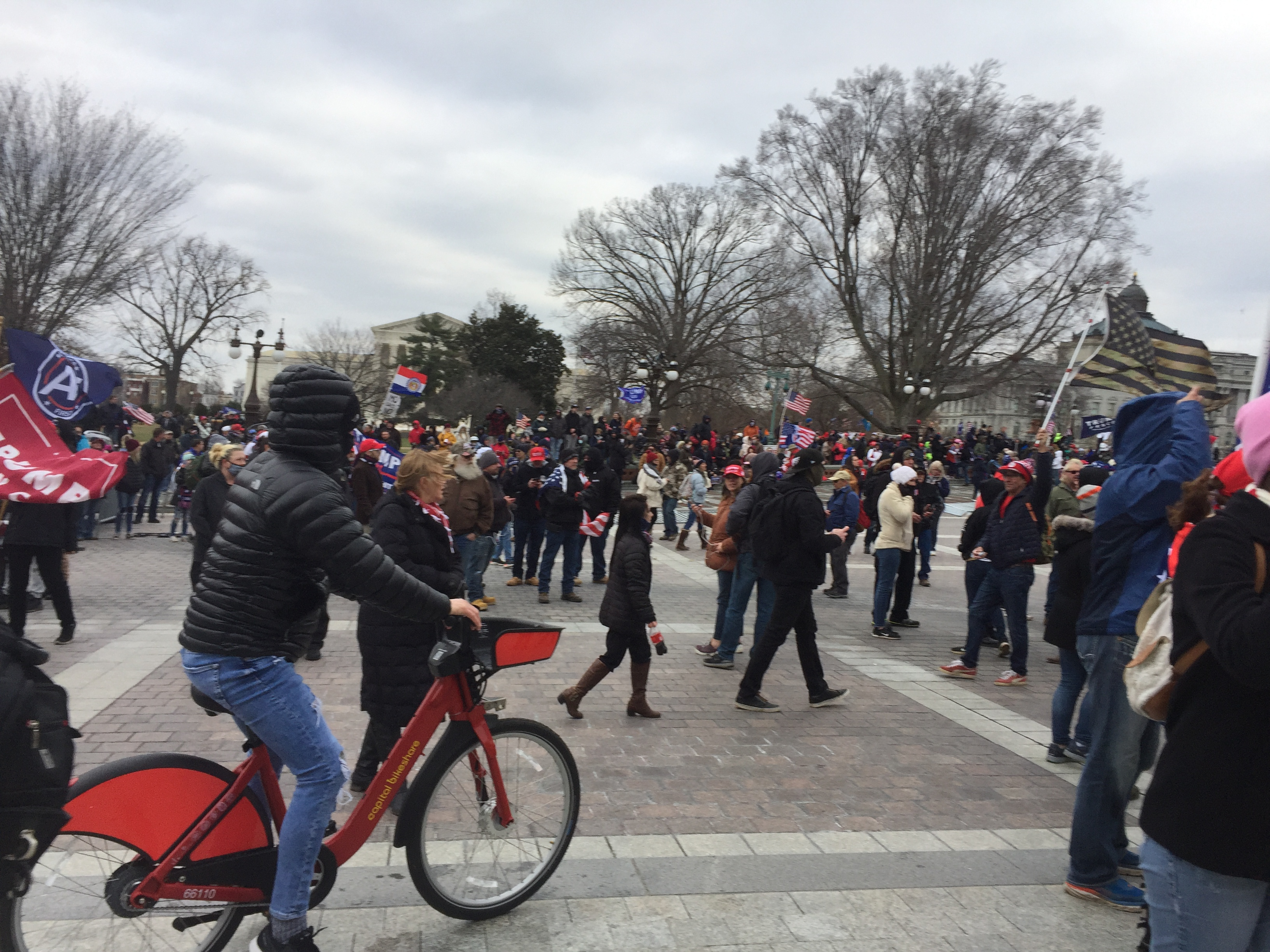
Une photo de l'assaut du Capitole sur laquelle apparaît un drapeau America First, en haut à gauche.

Plusieurs Groypers participent ensuite à l'assaut du Capitole, notamment Riley June Williams, qui vole lors de l'assaut l'ordinateur portable de Nancy Pelosi dans le but de le vendre aux services secrets russes, et Baked Alaska (en), qui diffuse l'invasion en direct. Au total, dix Groypers sont arrêtés et inculpés pour leurs actions lors de l'insurrection.
À la suite de ces événements, le mouvement a fait face à une vague de déplateformisation (en) sur la plupart des réseaux sociaux majeurs, y compris Twitter où Fuentes comptait 125 000 abonnés.

### Campagne présidentielle de 2024
En août 2024, Nick Fuentes déclare une nouvelle « Groyper War » contre la campagne présidentielle de Donald Trump, marquant une rupture notable avec son ancien soutien. Cette opposition survient dans un contexte où Trump perd du terrain face à la candidate démocrate Kamala Harris dans les sondages et les collectes de fonds. Fuentes accuse notamment la campagne de Trump d'avoir été « détournée par les mêmes consultants, lobbyistes et donateurs qu'il avait vaincus en 2016 ». Cette déclaration, diffusée sur X / Twitter, est accompagnée d'un appel à la mobilisation des Groypers à travers les réseaux sociaux,.
Selon une étude de l'Institute for Strategic Dialogue, cette nouvelle campagne « Groyper War » vise à influencer la campagne présidentielle de Trump en exigeant notamment un durcissement de la politique migratoire, un engagement à ne pas entrer en guerre contre l'Iran et le licenciement de certains responsables de campagne. Malgré la mobilisation de milliers de partisans coordonnés pour diffuser des messages et mots-clés spécifiques sur X / Twitter et Truth Social, cette initiative n'atteint pas ses objectifs politiques, de l'aveu même de Fuentes.
Cette rupture met en lumière les tensions entre les Groypers et une autre faction de l'extrême droite américaine, plus proche du courant néo-réactionnaire représenté par Curtis Yarvin et soutenue financièrement par Peter Thiel, qui gagne en influence au sein du Parti républicain.
Néanmoins, en novembre 2024, lors de la primaire républicaine en Arizona, des membres du mouvement Groyper s'associent au groupe College Republicans United et au Patriot Party of Arizona pour organiser une distribution de nourriture aux électeurs de Trump près d'un bureau de vote à Mesa. Cette action est qualifiée d'illégale par Richard Hasen (en), professeur de droit à l'université de Californie à Los Angeles.

## Stratégie
Plutôt que de cibler la gauche, les Groypers s'en prennent à des personnalités conservatrices traditionnelles telles que Charlie Kirk, Donald Trump Jr. et Ben Shapiro. Cette stratégie leur permet d'éviter les confrontations violentes et la mobilisation de militants antiracistes, qui ne souhaitent pas défendre ces figures conservatrices. En attaquant les conservateurs classiques, les Groypers exploitent la rhétorique sur la liberté d'expression propre à ces conservateurs, obligeant ces derniers à répondre à leurs critiques, risquant ainsi de paraître incohérents s'ils refusent ou de se rapprocher de l'extrême droite s'ils acceptent,.
Les Groypers s'inscrivent dans une tradition du nationalisme blanc cherchant à paraître respectable plutôt qu'ouvertement violent, en suivant l'exemple de David Duke. Comme Duke dans les années 1990, ils modulent leurs discours pour attirer un public conservateur plus large, en jouant sur les peurs du déclin culturel et démographique des Blancs.
Ils utilisent régulièrement l'ironie et des euphémismes pour diffuser des contenus racistes, antisémites et homophobes sur les réseaux sociaux tout en maintenant une apparence publique soignée. Ils visent la jeunesse de la génération Z.
En 2019, l'Anti-Defamation League estime qu'« ils tentent de déterminer, depuis Charlottesville, quelles sont les tactiques nouvelles à mettre en place pour recruter davantage de personnes et pour obtenir l'attention des médias ». Selon le Southern Poverty Law Center, « ce mouvement re-capture l’esprit des élections de 2016 quand il y avait eu cette sorte de campagne d’insurrection contre le conservatisme où tous les coups avaient été permis ».
Le mouvement organise notamment depuis 2020 l'America First Political Action Conference en parallèle de la Conservative Political Action Conference.
En 2021; Nick Fuentes encourage ses partisans à infiltrer les structures locales du Parti républicain en vue des élections de 2022.

## Positionnement politique

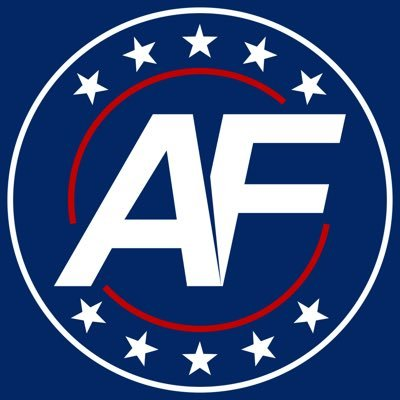
Le logo America First de Nick Fuentes, utilisé par les Groypers.

Les Groypers sont positionnés à l'extrême droite,, sont nationalistes blancs et adhèrent à la théorie politique de l'America First. S'inspirant du paléo-conservatisme et se positionnant comme les véritables héritiers du trumpisme, les Groypers se distinguent par leur opposition à des organisations conservatrices mainstream telles que TPUSA, qu'ils accusent de trahir les idéaux nationalistes.
Ils cherchent à restaurer une « supermajorité démographique blanche » aux États-Unis tout en permettant à une minorité non-blanche de rester. Le mouvement utilise des références à la tradition, au patrimoine et à la nation américaine historique, tout en intégrant un noyau racial sous-jacent. Les Groypers s'appuient également sur un nationalisme chrétien virulent, mêlant misogynie,, homophobie, antisémitisme et théories conspirationnistes.
Ils s'opposent au soutien américain à Israël.

## Soutiens
Le mouvement a reçu le soutien de certaines personnalités conservatrices comme Ann Coulter et Michelle Malkin, ainsi que de personnalités politiques républicaines comme les représentants Paul Gosar et Matt Gaetz.

## Développements internationaux
Initialement phénomène américain, le mouvement s'est internationalisé, attirant des figures importantes comme Keith Woods en Irlande, Tyler Russell au Canada, João Antunes au Portugal et Milo Yiannopoulos au Royaume-Uni, bien que ce dernier se soit depuis éloigné du mouvement en 2023. Il existe au Québec un mouvement Groyper marginal teinté de nationalisme québécois.